# Parafia Najświętszej Maryi Panny Królowej Polski w Dąbrowie Szlacheckiej
Parafia Najświętszej Maryi Panny Królowej Polski w Dąbrowie Szlacheckiej – rzymskokatolicka wspólnota parafialna należąca do dekanatu Czernichowskiego w archidiecezji krakowskiej. Obejmuje miejscowości: Dąbrowę Szlachecką, przysiółek Wyźrał (wchodzący w skład Dąbrowy Szlacheckiej, Rącznej, Kaszowa i Zagacia) oraz część Wołowic.
Patronką parafii jest Najświętsza Maryja Panna Królowa Polski. Kościół parafialny, noszący to samo wezwanie, został wybudowany w 1960 roku. Kamień węgielny pod jego budowę wmurował 5 lipca 1959 roku biskup Karol Wojtyła. Świątynia została konsekrowana 6 maja 1962 roku przez biskupa Juliana Groblickiego.
Parafia została oficjalnie erygowana w 1982 roku na mocy dekretu wydanego przez kardynała Franciszka Macharskiego. Jej pierwszym proboszczem był ksiądz Aleksander Zemła, który pełnił tę funkcję w latach 1982–1986. Następnie przez 25 lat, od 20 września 1986 do 30 czerwca 2011 roku, parafią kierował ks. Andrzej Famułka. Po nim, w latach 2011–2017, proboszczem był ks. Józef Sowa. Od 1 lipca 2017 roku funkcję tę pełni ks. Mieczysław Gawor.